# Академия наук Республики Башкортостан
Академия наук Республики Башкортостан (Государственное бюджетное научное учреждение «Академия наук Республики Башкортостан»; сокр. АН РБ; башк. Башҡортостан Республикаһы Фәндәр академияһы; сокр. БР ФА) — высшее государственное научное учреждение Республики Башкортостан.

## Описание
Членами Академии наук Республики Башкортостан избираются учёные, обогатившие науку выдающимися трудами или трудами первостепенного значения. Академия также учреждает звание почётных и иностранных членов, которыми избираются широко известные, имеющие высокую отечественную и международную репутацию учёные Башкортостана и России, иностранных государств, видные деятели литературы, искусства, образования и культуры, внесшие выдающийся вклад в различные области деятельности, активно содействующие развитию науки, образования, экономики и культуры в Башкортостане.
Высшим органом управления АН РБ является общее собрание, состоящее из членов Академии, докторов наук, избранных членами отделений. Общее собрание АН РБ принимает устав, решения о создании, реорганизации и ликвидации её отделений и филиалов, определяет основные направления научных исследований, утверждает отчётный доклад президиума АН РБ о его научно-организационной деятельности и результатах научных исследований и т. д. Общее собрание избирает президента, вице-президентов, главного учёного секретаря, Президиум АН РБ и академиков-секретарей её отделений.
4 мая 2011 года тайным голосованием на общем собрании Академии наук в Уфе проректор по учебной работе Уфимского государственного нефтяного технического университета, профессор Рамиль Бахтизин был избран новым президентом Академии наук Республики Башкортостан.
Академия наук Республики Башкортостан имеет филиалы в городах Стерлитамаке и Сибае.

## История
Академия была образована на базе Башкирского филиала Академии наук СССР.
6 февраля 1991 года вышло постановление Президиума Верховного Совета Башкирской ССР о создании самостоятельной академии «для сохранения, укрепления и развития научно-технического потенциала республики».
Академия решает задачи обеспечения научного развития республики и её многонационального народа, активно участвует в интеграции исследовательской, инновационной деятельности республиканских научных организаций, вузов и предприятий, укрепляет связи между наукой и образованием, развивает сотрудничество республиканского научного сообщества с научными сообществами России и других стран мира. Работа Академии наук Республики Башкортостан строится в соответствии с республиканскими научно-техническими программами, утверждаемыми правительством Республики Башкортостан, и ежегодными посланиями президента республики парламенту (Государственному собранию — Курултаю Республики Башкортостан).
В 1991 году состоялось учредительное собрание Академии наук Республики Башкортостан, на котором были избраны из числа учредителей первые академики АН РБ.
В 1992 году состоялось первое Общее собрание, на нём был избран президент АН РБ — О. А. Кайбышев.
О. А. Кайбышев инициировал Указ Верховного Совета РБ, подписанный его Председателем М. Г. Рахимовым, о включении в АН РБ всех институтов Башкирского научного центра (БНЦ), тогда входившего в Уральское отделение РАН, который не был согласован с руководством Российской академии наук. Возник раскол в научном сообществе Уфы.
Конфликт разрешился после встречи президента РАН Ю. С. Осипова и М. Г. Рахимова. Было решено вывести академические институты Уфы из УрО РАН и оставить в составе Уфимского научного центра РАН, подчинённого непосредственно Президиуму РАН, а Академии наук РБ оставить отраслевые институты за исключением институтов (Института механики и Института сверхпластичности), до этого не входивших в научный центр.
Здание президиума УНЦ РАН в Уфе было передано АН РБ. В РБ были избраны два президента — УНЦ РАН и Академии наук Республики Башкортостан.
В 1996—2003 годах велось объединение работ АН РБ и УНЦ РАН. Президиумы АН РБ и УНЦ РАН стали работать сообща, несмотря на разную ведомственную принадлежность. Были созданы общие научно-организационные структуры: научные советы, аспирантура, докторантура, издательство «Гилем». Организовано совместное пользование инфраструктурой УНЦ РАН и АН РБ (информационная сеть, библиотека, поликлиника, автобаза, детские сады, база отдыха и т. д.)

### Руководство
Президенты академии по году назначения:
- 1991 — Кайбышев, Оскар Акрамович (1939—2017), металловед
- 1995 — Нигматулин, Роберт Искандрович (род. 1940), механик и математик
- 2004 — Ильгамов, Марат Аксанович (род. 1934), механик и математик
- 2006 — Шаммазов, Айрат Мингазович (род. 1947), горный инженер
- 2011 — Бахтизин, Рамиль Назифович (род. 1955), математик
- 2016 — Гаязов, Альфис Суфиянович (род. 1956), педагог.
- 2021 — Рамазанов, Камиль Нуруллаевич (род. 1981), инженер.

В Президиуме АН РБ 30 человек, среди них:
- Рамазанов, Камиль Нураллуевич — президент АН РБ,
- Даминев, Рустем Рифович — вице-президент,
- Дегтярев, Александр Николаевич — вице-президент
- Аблеев, Руслан Иршатович — главный учёный секретарь

Члены Президиума АН РБ
- Абдуллина, Гульфира Рифовна — отделение социально-гуманитарных наук и технологий
- Ахмадеева, Лейла Ринатовна — отделение медицинских наук и здравоохранения
- Бакиров, Ахат Бариевич — отделение медицинских наук и здравоохранения
- Бахтизин, Рамиль Назифович — отделение наук о Земле и нефтегазовых технологий
- Бикбов, Мухаррам Мухтарамович — отделение медицинских наук и здравоохранения
- Валиуллин, Рим Абдуллович — отделение наук о Земле и нефтегазовых технологий, академик-секретарь
- Ганцев, Шамиль Ханяфиевич — отделение медицинских наук и здравоохранения
- Гималтдинов, Ильяс Кадирович — отделение математики. физики и машиностроения
- Гаязов, Альфис Суфиянович — отделение социально-гуманитарных наук и технологий
- Докичев, Владимир Анатольевич — отделение химических технологий и новых материалов, академик-секретарь
- Жернаков, Владимир Сергеевич — отделение математики, физики и машиноведения, академик-секретарь
- Зорин, Владимир Викторович — отделение химических технологий и новых материалов
- Киекбаев, Мурат Джелилович — отделение социально-гуманитарных наук и технологий, академик-секретарь
- Корзинкова, Елена Николаевна — отделение математики, физики и машиностроения
- Мартыненко, Василий Борисович — отделение биологических наук
- Мударисов, Салават Гумерович — отделение сельскохозяйственных наук
- Парфёнов, Евгений Владимирович — отделение математики, физики и машиноведения
- Плечев, Владимир Вячеславович — отделение медицинских наук и здравоохранения
- Савельев, Дмитрий Евгеньевич — отделение наук о Земле и нефтегазовых технологий
- Султанов, Шамиль Ханифович — отделение наук о Земле и нефтегазовых технологий
- Суюндуков, Ялиль Тухватович — биологические науки, руководитель Сибаского ГАНУ ИСИ РБ
- Тимербулатов, Виль Мамилович — отделение медицинских наук и здравоохранения, академик-секретарь
- Хуснутдинова, Эльза Камилевна — биологические науки, куратор
- Шаммазов, Айрат Мингазович — отделение наук о Земле и нефтегазовых технологий
- Янгиров, Азат Вазирович — отделение гуманитарных наук и технологий.

## Структура Академии
Отделения АН РБ
- Отделение социальных и гуманитарных наук и технологий
- Отделение математики, физики и машиноведения
- Отделение наук о Земле и нефтегазовых технологий
- Отделение химических технологий и новых материалов
- Отделение агро- и биотехнологий
- Отделение медицинских наук и здравоохранения

Научные организации Академии наук Республики Башкортостан
- ГБУ РБ Научно-исследовательский технологический институт гербицидов и регуляторов роста растений с опытно-экспериментальным производством Академии наук Республики Башкортостан.
- ГБУ Уфимский научно-исследовательский институт глазных болезней Академии наук Республики Башкортостан.
- ГАУ Республиканский научно-технологический и информационный комплекс «Баштехинформ».
- ГБУ РБ Научное издательство «Башкирская энциклопедия».
- ГБНУ Институт гуманитарных исследований Республики Башкортостан.
- ГБНУ Институт социально-политических и правовых исследований Республики Башкортостан.
- ГАНУ Институт нефтегазовых технологий и новых материалов Республики Башкортостан.
- ГАНУ Институт региональных исследований Республики Башкортостан.
- ГАНУ Институт прикладных исследований Республики Башкортостан.
- Центр гидравлики трубопроводного транспорта.
- ГАНУ РБ Центр аграрных исследований.
- Издательство «Гилем»[3].

Научные организации, находящиеся в совместном ведении Академии наук Республики Башкортостан и республиканских органов исполнительной власти
- ГУП Институт проблем транспорта энергоресурсов Республики Башкортостан Министерства промышленности и инновационной политики Республики Башкортостан и ГНУ АН РБ.
- ГУП Институт нефтехимпереработки Республики Башкортостан Министерства промышленности и инновационной политики Республики Башкортостан и ГНУ АН РБ.

Научные организации, научно-методическое руководство которыми осуществляет Академия наук Республики
- ФГУН «Уфимский научно-исследовательский институт медицины труда и экологии человека» Федеральной службы по надзору в сфере защиты прав потребителей и благополучия человека.
- ГНУ «Башкирский научно-исследовательский институт сельского хозяйства» Российской академии сельскохозяйственных наук (с опытными хозяйствами).
- ГУП «Научно-исследовательский институт безопасности жизнедеятельности» Управления по чрезвычайным ситуациям при Правительстве Республики Башкортостан.
- ГУП Башкирский научно-исследовательский проектный институт строительных материалов «БашНИПИСпром» Министерства строительства, архитектуры и транспорта Республики Башкортостан.
- ГУП «Опытный завод».
- ГУП «Башкирская опытная станция пчеловодства».
- ГУП «Научно-исследовательский и производственный институт биотрансплантатов и биопрепаратов „Биоплант“».

## Члены Академии
Действующие академики
- Абдрахманов, Ильдус Бариевич — отделение химико-технологических наук
- Азнабаев, Марат Талгатович — отделение медицинских наук
- Бакиров, Ахат Бариевич- отделение медицинских наук и здравоохранения
- Бахтизин, Рамиль Назифович — отделение наук о Земле и нефтегазовых технологий
- Валиуллин, Рим Абдуллович — отделение наук о Земле и нефтегазовых технологий
- Вахитов, Венер Абсатарович — сектор биологических наук
- Ганцев, Шамиль Ханафиевич — отделение медицинских наук и здравоохранения
- Гаязов, Альфис Суфиянович — отделение социально-гуманитарных наук и технологий, президент АН РБ
- Гумеров, Асгат Галимьянович — отделение наук о Земле и природных ресурсов
- Дегтярёв, Александр Николаевич — отделение химических наук и новых материалов
- Джемилев, Усеин Меметович — отделение химико-технологических наук
- Жернаков, Владимир Сергеевич — отделение математики, физики и машиноведения
- Ильгамов, Марат Аксанович — сектор физико-математических наук
- Мустафин, Ахат Газизьянович — отделение химико-технологических наук
- Нигматулин, Роберт Искандрович — сектор физико-математических наук
- Плечев, Владимир Вячеславович — отделение медицинских наук и здравоохранения
- Сафин, Халил Масгутович — отделение агро- и биотехнологий
- Суюндуков, Ялиль Тухватович — биологические науки
- Тимербулатов, Виль Мамилович — отделение медицинских наук
- Файзуллин, Фаниль Саитович — сектор социальных наук
- Хуснутдинова, Эльза Камилевна — сектор биологии
- Шаммазов, Айрат Мингазович — отделение наук о Земле и природных ресурсов

Члены-корреспонденты
- Акманов, Айтуган Ирикович — Сектор гуманитарных наук
- Андреев,Вадим Евгеньевич — Отделение наук о Земле и нефтегазовых технологий
- Ахатов, Искандер Шаукатович — Сектор физико-математических наук
- Ахатова, Ираида Абубакировна — Сектор сельскохозяйственных наук, главный научный сотрудник ГНУ Башкирский научно-исследовательский институт сельского хозяйства РАСХН
- Ахметов, Арслан Фаритович — Отделение наук о Земле и природных ресурсов
- Ахунов, Рустем Ринатович отделение социально-гуманитарных наук и технологий
- Аюпов, Мансур Анварович — Сектор социальных наук, доктор политических наук
- Баширов, Радик Минниханович — Сектор сельскохозяйственных наук
- Бикбов, Мухаррам Мухтарамович — отделение медицинских наук и здравоохранения
- Валиев, Руслан Зуфарович — Сектор физико-математических наук
- Гималтдинов, Ильяс Кадирович — отделение математики, физики и машиноведения
- Дегтярев, Александр Николаевич — Сектор социальных наук, Экономист
- Докичев, Владимир Анатольевич — отделение химических наук и новых материалов, академик-секретарь
- Еникеев, Зуфар Иргалиевич — Сектор социальных наук, Правовед
- Злотский, Семен Соломонович — Отделение химико-технологических наук
- Зорин, Владимир Викторович — Отделение химико-технологических наук, Химик-органик
- Исмагилов, Рафаэль Ришатович — Сектор сельскохозяйственных наук, Учёный-агроном
- Камилов, Феликс Хусаинович — биохимик
- Карамова, Лена Мирзаевна — врач, профпатолог
- Киекбаев, Мурат Джелилович — социолог
- Кунафин, Гиниятулла Сафиуллович — филолог
- Кусимов, Салават Тагирович — механик
- Ляпина, Нафиса Кабировна — химик
- Масагутов, Рим Хакимович — геология
- Мударисов, Салават Гумерович — сельскохозяйственные науки
- Мухамедьяров, Альфред Муллагалиевич — экономист.
- Мухин, Виктор Сергеевич — механик
- Новокшенов, Виктор Юрьевич — математик
- Нугаев, Раис Янфурович — механик
- Сабитов, Камиль Басирович — математик
- Теляшев, Эльшад Гумерович — геолог
- Тимербулатов, Махмуд Вилевич  — отделение медицинских наук и здравоохранения
- Утяшев, Фарид Зайнуллаевич — отделение математики, физики и машиноведения
- Хазиев, Фангат Хаматович — почвовед
- Хасанова, Зилара Муллаяновна — физиолог растений
- Хисаметдинова, Зилара Муллаяновна — сельскохозяйственные науки
- Юлмухаметов, Ринад Салаватович — математик

В разное время членами Академии наук Республики Башкортостан состояли:
1. Абалкин Леонид Иванович (1930—2011)
2. Абдулин Айтмухамед Абдуллаевич (1924—2010)
3. Агаджанян Николай Александрович (1928—2014)
4. Аитов Нариман Абдрахманович (1925—1999)
5. Алмазов Владимир Андреевич (1931—2001)
6. Амиров Расим Закирович (1923—1995)
7. Арасланов Нурамбик Гиниятович (1928—2012)
8. Аюханов Масгут Баянович (1924—2000)
9. Баимов Роберт Нурмухаметович (1937—2010)
10. Бакиев Ахмет Вахитович (1939—2016)
11. Бахтизин Назиф Раянович (1927—2007)
12. Березин Всеволод Леонидович (1922—2016)
13. Бикбаев Равиль Тухватович (1938—2019)
14. Бикбаева Альфия Исхаковна (1926—2004)
15. Борисова Нинель Андреевна (1924—2019)
16. Буслаев Юрий Александрович (1929—2001)
17. Валеев Дамир Жоватович (1940—2002)
18. Валитов, Раиль Бакирович (1940 — 2023)
19. Васильев Леонид Михайлович (1926—2015)
20. Газизов Флюс Мирзасалихович (1937—2008)
21. Галимов Эрик Михайлович (1936—2020)
22. Галин Фанур Зуфарович (1947—2017)
23. Галяутдинов Ишмухамет Гильмутдинович (1948—2015)
24. Гарипов, Талмас Магсумович (1928—2022)
25. Гатауллин Наиль Гайнатович (1928—2015)
26. Гимаев Рагиб Насретдинович (1935—2016)
27. Губайдуллин Мансур Садыкович (1920—2008)
28. Гусманов Узбек Гусманович (1935—2016)
29. Давлетов Эдуард Газалиевич (1947—1998)
30. Донелли Алтон Стюарт(Alton S.Donelly) (1920—2007)
31. Зайнуллин Марат Валиевич (1935—2016)
32. Заянчковский Иван Филиппович (1917—2010)
33. Зефиров, Николай Серафимович (1935—2017)
34. Иванов Валентин Тимофеевич (1929—2003)
35. Ильюшин Алексей Антонович (1911—1998)
36. Ильясов Барый Галеевич (1939—2025)
37. Имашев Урал Булатович (1945—2018)
38. Исмагилов Загир Гарипович (1917—2003)
39. Исянбаев Мазгар Насипович (1936—2025)
40. Ишмухаметов Айрат Исмагилович (1932—2004)
41. Кагарманов Нурулла Фаритович (1929—1996)
42. Казаков Валерий Петрович (1934—2010)
43. Казанцев Юрий Васильевич (1935—2011)
44. Казанцева Тамара Тимофеевна (1934—2024)
45. Кайбышев Оскар Акрамович (1939—2017)
46. Кайдаров Абдуали Туганбекович (1924—2019)
47. Камалетдинов Мурат Абдулхакович (1928—2013)
48. Каримов Мустафа Сафич (Мустай Карим) (1919—2005)
49. Карпухин Иван Егорович (1936—2023)
50. Кинзикеев Ахтям Рахматуллович(1922—2017)
51. Кирпичников Петр Анатольевич (1913—1997)
52. Коган Лев Наумович (1923—1997)
53. Конарев Василий Григрьевич (1915—2005)
54. Красичков-Терновский Игорь Федорович (1935—2012)
55. Кузеев Раиль Гумерович (1929—2005)
56. Кузеев Рустем Гумерович (1923—1998)
57. Кулаева, Ольга Николаевна (1929 – 2023)
58. Кунакбаев Сабирзян Абдуллович (1901—1996)
59. Кучеров Евгений Васильевич (1924—2005)
60. Лазарева Дина Нумовна (1922—2019)
61. Лякишев Николай Павлович (1929—2006)
62. Мавлютов Мидхат Рахматуллич (1928—2000)
63. Магазов Риза Шаихъянович (1932—2022)
64. Мажитов Нияз Абдулхакович (1933—2015)
65. Мазунов Виктор Александрович (1942—2011)
66. Майстренко, Валерий Николаевич (1947—2023)
67. Махмутов Анас Хусаинович (1930—2020)
68. Миначев Хабиб Миначевич (1908—2002)
69. Минскер Карл Самойлович (1929—2003)
70. Мирзаджанзаде Азат Халилович (1928—2006)
71. Миркин Борис Михайлович (1937—2017)
72. Мозжерин Василий Иванович (1926—2008)
73. Монаков Юрий Борисович (1942—2011)
74. Надиров Надир Каримович (1932—2021)
75. Наливкин Василий Дмитриевич (1915—2000)
76. Напалков Валентин Васильевич (1941—2021)
77. Нургалин, Зиннур Ахмадиевич (1928—2020)
78. Одиноков, Виктор Николаевич (1937—2025)
79. Осипьян Юрий Андреевич (1931—2008)
80. Пошкус Болюс Игнович (1930—2014)
81. Пучков, Лев Александрович (1938—2021)
82. Рахманкулов Дилюс Лутфуллович (1939—2008)
83. Раянов, Фанис Мансурович (1938-2024)
84. Рыжов, Андрей Алексеевич (1931—2022)
85. Садыков Фагим Бенияминович (1929—1998)
86. Саитбатталов Галей Галеевич (1928—2010)
87. Сангалов Юрий Александрович (1948—2016)
88. Сахаутдинов Венер Газизович (1939—2019)
89. Саяхов Фаниль Лутфурахманович (1934—2002)
90. Сорокин Дмитрий Евгеньевич (1946—2021)
91. Спивак Александр Иванович (1923—2007)
92. Старова Наталья Владимировна (1923—2005)
93. Султанов Байрак Закиевич (1933—2012)
94. Султанов Фуат Файзрахманович (1928—2003)
95. Сюняев Загидулла Исхакович (1929—2001)
96. Тенишев Эдхям Рахимович (1921—2001)
97. Терегулов Рал Ганиатулович (1922—1998)
98. Трофимук Андрей Алексеевич (1911—1999)
99. Ураксин Зиннур Газизович (1935—2007)
100. Усманов Хамза Фатыхович (1923—2009)
101. Фролов Константин Васильевич (1932—2007)
102. Хаджиев Саламбек Наибович (1941—2018)
103. Халиков Габдулхак Абзалилович (1931—2007)
104. Хангильдин Васих Хайдарович (1907—1997
105. Харламов, Мухамет Хадисович (1948 - 2024)
106. Хусаинов, Гайса Батыргареевич (1928—2021)
107. Чуркин Юрий Васильевич (1935—1998)
108. Шагапов, Владислав Шайхулагзамович (1948—2022)
109. Шакиров Джигандар Тагирович (1914—2006)
110. Шатилов Иван Семенович (1917—2007)
111. Яншин Александр Леонидович (1911—1999)
112. Яхимович Варвара Львовна (1913—1994)

Почётные академики:
- Акчурин, Ренат Сулейманович — кардиология
- Белецкая, Ирина Петровна — химия
- Берлин, Александр Александрович — химия
- Ганиев, Ривнер Фазылович — механик, машиновед
- Гинтер, Евгений Константинович — биологические науки
- Егоров, Михаил Петрович — отделение химических технологий и новых материалов
- Зеленев, Евгений Ильич — отделение социально-гуманитарных наук и технологий
- Колодезников, Игорь Иннокентьевич — отделение наук о Земле и нефтегазовых технологий
- Котельников, Геннадий Петрович — отделение медицинских наук и здравоохранение
- Кульшарипов, Марат Махмутович — отделение социально-гуманитарных наук и технологий
- Минибаев, Руфиль Гафарович — биология
- Надршина, Фануза Аитбаевна — отделение социально-гуманитарных наук и технологий
- Онищенко, Геннадий Григорьевич — отделение медицинских наук и здравоохранения
- Осипов, Виктор Иванович — геология
- Панченко, Владислав Яковлевич — отделение математики, физики и машиноведения
- Садовничий, Виктор Антонович — отделение математики, физики и машиноведения, ректор МГУ
- Салахов, Мякзюм Халимулович — отделение математики, физики и машиноведения
- Салихов, Кев Минуллинович — отделение математики, физики и машиноведения
- Серов, Владимир Николаевич — гинекология, отделение медицинских наук и здравоохранения
- Сюняев, Рашид Алиевич — астрофизика
- Тутельян, Виктор Александрович — отделение медицинских наук и здравоохранения
- Фисинин, Владимир Иванович — сельское хозяйство
- Хазиев, Гадельгарей Закирович — сельское хозяйство
- Хасанов, Марс Магнавиевич — отделение наук о Земле и нефтегазовых технологий
- Эпов, Михаил Иванович — отделение наук о Земле и нефтегазовых технологий
- Юнусов, Марат Сабирович — отделение химических технологий и новых материалов
- Аббас, Махмуд — история, глава Палестинской Национальной Администрации[5]

Иностранные члены Академии по году избрания:
- 1991 — Лэнгдон Т. — технические науки
- 1991 — Мадьяри А. — сельскохозяйственные науки
- 1991 — Падманабхан К. А. — технические науки
- 1995 — Лэхи Р. — физико-математические науки
- 1998 — Батай Ж. — физико-математические науки
- 1998 — Бэнерджи С. — химия и физико-математические науки
- 1998 — Какач С. — технические, физико-математические науке
- 1998 — Крам Л. — физико-математические науки
- 1998 — Теофанус Т.Дж. — технические науки
- 2002 — Каган А. — химия
- 2012 — Аббас М. — гуманитарные науки
- 2012 — Виллемс Р. — биология и сельскохозяйственные науки
- 2012 — Тоган И. — гуманитарные науки

## Финансирование
Бюджетные ассигнования Академии наук РБ: в 2003 году — 65 млн руб, в 2004 году — 77 млн руб., … в 2010 году — 253 млн руб., в 2011 году — 227 млн руб.
Средства, используемые на выполнение научных исследований, разбиты на 2 части: фонд фундаментальных исследований и государственные научно-технические программы (ГНТП).
Финансирование научных исследований и инновационных разработок осуществляется через крупные Федеральные целевые программы, а также по линии корпораций типа «Роснано», «РОСТЕХНОЛОГИИ».

## Премии
Академия наук Республики Башкортостан является учредителем 18 премий в разных областях науки, имени: Н. А. Аитова, Д. Ф. Варфоломеева, Г. В. Вахрушева, С. А. Гаврилова, В. К. Гирфанова, Заки Валиди (см. А. А. Валидов), К. П. Краузе, Г. Х. Кудоярова, Р. Г. Кузеева, С. А. Кунакбаева, А. Ф. Леонтьева, Р. Р. Мавлютова, С. Р. Рафикова, М. И. Такумбетова, Г. Н. Терегулова, К. Р. Тимергазина, А. А. Трофимука, М. И. Уметбаева.

## Издания
Академия издаёт журналы: «Башкирский экологический вестник» (совместно с НИИБЖД), «Вестник Академии наук Республики Башкортостан», «Проблемы востоковедения», «Экономика и управление: научно-практический журнал» (совместно с БАГСУ).